# Dominique de Williencourt
Pour les articles homonymes, voir Williencourt.
 (septembre 2017).
Si vous disposez d'ouvrages ou d'articles de référence ou si vous connaissez des sites web de qualité traitant du thème abordé ici, merci de compléter l'article en donnant les références utiles à sa vérifiabilité et en les liant à la section « Notes et références ».
Dominique de Williencourt, né le 11 décembre 1959 à Lille, est un violoncelliste et compositeur français.

## Biographie
Fils de Bernard Asselin de Williencourt et d'Anne Six, Dominique Asselin de Williencourt est membre de l’école française du violoncelle, disciple d'André Navarra, Philippe Muller, Marcel Bardon, Jean Hubeau et Mstislav Rostropovitch. Sa carrière le mène dans une vingtaine de pays chaque année.  
À l'invitation de Valentin Berlinsky, violoncelliste-fondateur du mythique Quatuor Borodine, il joue à Moscou à la Salle philharmonique, au Conservatoire Tchaïkovski et il est membre à 2 reprises du jury du Concours de Quatuor à cordes Chostakovich. En 2010, il est nommé citoyen culturel d’honneur de la Ville de Sébastopol (Ukraine). En 2011, il est membre du jury du Concours international André-Navarra à Toulouse. En 2015, il est invité à l’académie de Kyoto-Kansai au Japon, au Festival de Milwaukee (États-Unis) par le Fine Arts Quartet, à Vilnius (Lituanie), à Sofia (Bulgarie), au Brésil lors d’une tournée de concerts qui l’a aussi mené dans les favelas déshéritées, et en 2016 aux universités de Los Angeles, San Diego, Bloomington (États-Unis)…  
Il est le dédicataire d'œuvres de Bacri, Choveaux, Collès, Florentz, Jevtic, Lancino, Larchikov, Lemeland, Menut, Naoumoff, Silvestrini, Thilloy, Uebayashi, Vercken, Wolff et participe activement à la création. Il s’inspire de ses nombreux voyages au Sahara, Yémen, Caucase, Asie centrale, Inde pour imaginer des pièces parfois inspirées de thèmes touaregs, arméniens, tibétains. Il a composé une vingtaine d’œuvres aux titres évocateurs. Un concerto pour violoncelle et orchestre à cordes opus 16 - EMTO, En Mémoire tragiquement optimiste - lui a été commandé par le Festival du Vexin/D. Saroglou.  
Un documentaire de 52 minutes sur sa recherche de silence en parcourant avec son violoncelle les déserts du monde a été réalisé pour la chaîne Mezzo. Un premier CD monographique (EA 0610/1) de ses compositions a été édité ainsi qu’un DVD Bach dans le désert (EA 0806) le mettant en situation de voyage en plein cœur du Sahara. Il a obtenu le Grand Prix de l’Académie du Disque. Il a enregistré les concertos de Haydn, Dvorak, Saint-Saëns, Bacri, Brahms, Beethoven, les œuvres de Florentz, Lancino, Landowski, les 6 Suites de Bach (EA Records 0312/1/2) ainsi que les 5 Sonates de Beethoven (EA Records 0406/1/2) avec le pianiste Emile Naoumoff après un concert au Théâtre des Champs-Élysées à guichets fermés. Il a participé au DVD sur Olivier Greif qui a obtenu un Diapason d’or en juin 2013.  
Un 2e CD monographique de ses œuvres est sorti en mai 2014 « L'influence russe » (EA 1310), et son clip de présentation sur youtube - Bliss EMTO - a créé le buzz depuis l’été 2014. Le 28 octobre 2015, sortie d'un disque consacré à R. Schumann - concerto, G. Fauré – Élégie, P.I. Tchaïkovski- Variations Rococo lors d’un concert au Théâtre des Champs-Élysées ovationné par le public et la critique.  
Président de l'Association reconnue d'utilité publique « Pour que l'Esprit vive » de 2006 à 2015, il a initié en 1992 un lieu de résidence d’artistes parrainé par l'Académie des Beaux-Arts à Paris et, avec le compositeur Nicolas Bacri, des Rencontres musicales à l'abbaye de La Prée (Indre). Directeur artistique d’Europ & Art, société de production musicale, il organise depuis 1994 les Croisières La MUSICALE/Williencourt-Croisirama avec les plus grands artistes, de Lord Yehudi Menuhin à Yuri Bashmet.  
Il donne régulièrement des stages ou master-classes: Courchevel/Tignes (France), Cagliari (Italie), Sébastopol (Ukraine), Taipei (Taïwan), Kyoto (Japon)… et, jusqu'en 2016, il a enseigné au Conservatoire à rayonnement régional de Paris. 
Il crée en 2009, avec Jean Ferrandis, l’ENSEMBLE EDGEDE, orchestre à cordes. Dominique de Williencourt a inspiré le livre de Jacqueline de Romilly De la flûte à la lyre. Le luthier Jean Bauer lui a dédié le violoncelle « La Nuit Transfigurée ». Un violoncelle à son nom, en sculpture peinte, a été fait par le sculpteur belge José Chapellier. Il a participé au film de Claude Sautet « Un cœur en hiver ». Depuis l’an 2000, il joue un violoncelle exceptionnel de J. Gagliano (1754) ainsi qu’un archet de F.X. Tourte (1825).  
Le 8 décembre 2013, il s'est produit, avec notamment le baryton basse Mourad Amirkhanian, salle Gaveau à Paris, à l'occasion d'un récital intitulé « Merci la France ! C'est l'Arménie qui se souvient — 25 après... Le tremblement de terre en Arménie ».
Le 23 juin 2014, la chaîne musicale 3e Gauche lance « Bliss » où l'on peut voir Dominique de Williencourt interpréter un de ses titres au milieu de carcasses de viandes au Marché International de Rungis,.
Dominique de Williencourt est parrain de l'association Tournesol, Artistes à l'Hôpital

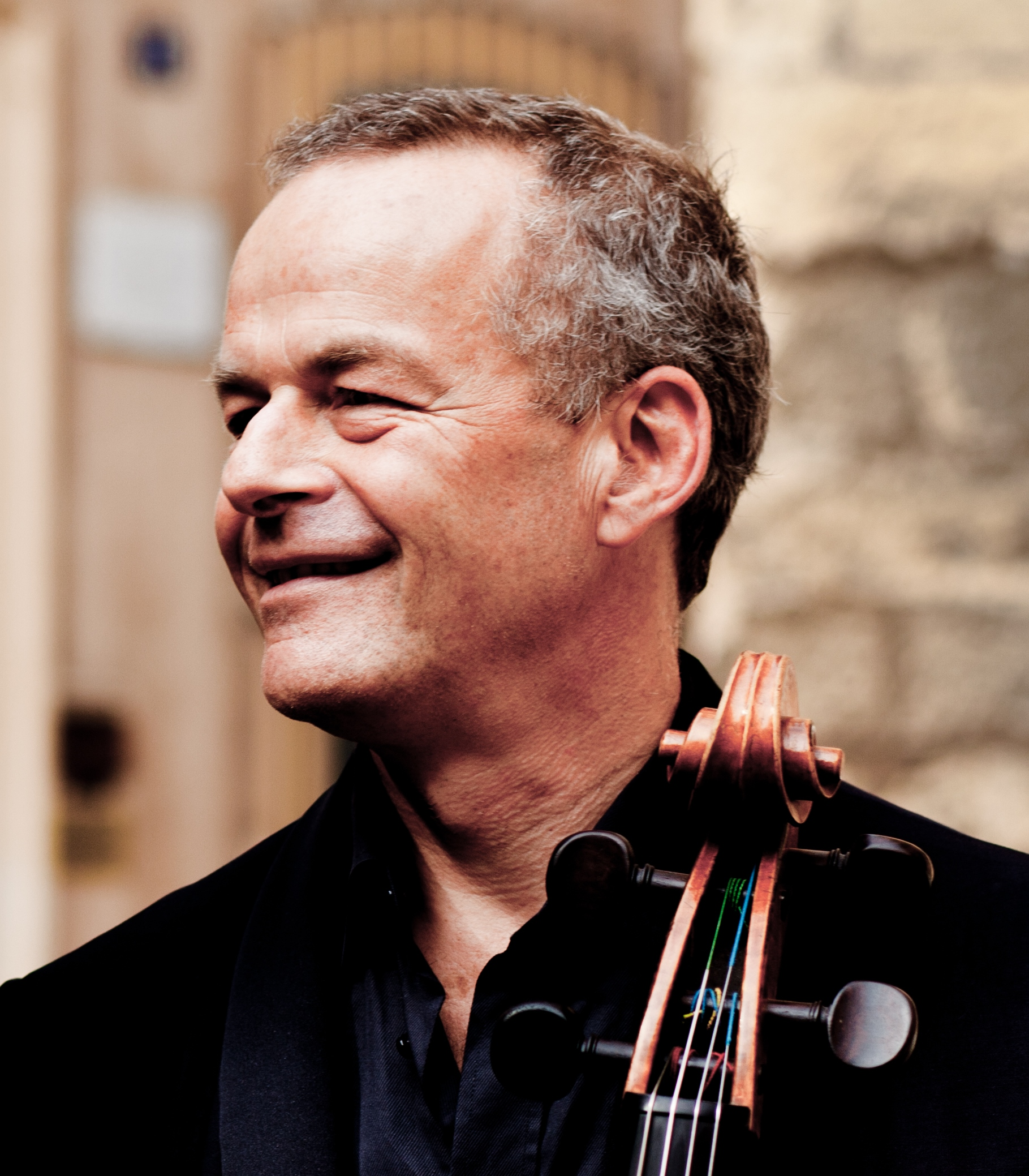
Dominique de Williencourt en 2015.

## Décoration
- Chevalier de l'ordre national du Mérite, « pour sa représentation de la France à l'étranger »